# Clint Leemans
Clint Leemans, né le 15 septembre 1995 à Veldhoven aux Pays-Bas, est un footballeur néerlandais qui évolue au poste de milieu central au NAC Breda.

## Biographie

### En club
Né à Veldhoven aux Pays-Bas, Clint Leemans est formé par le PSV Eindhoven. Il ne joue toutefois aucun match avec l'équipe première et rejoint par la suite le VVV Venlo lors de l'été 2016. Le transfert est annoncé le 21 juin 2016. Le club évolue alors en Eerste Divisie, la deuxième division néerlandaise. Leemans joue son premier match sous ses nouvelles couleurs le 5 août 2016, lors de la première journée de championnat, face au SC Cambuur. Il est titulaire ce jour-là et délivre une passe décisive à Ralf Seuntjens (en) sur le but vainqueur de son équipe (2-1).
Le 13 juillet 2018, il rejoint le PEC Zwolle en compagnie de son coéquipier Vito van Crooij,.
Le 30 août 2019, est annoncé le prêt d'une saison de Clint Leemans au RKC Waalwijk.
Libre de tout contrat à l'été 2021, Clint Leemans s'engage le 4 août pour un contrat de deux ans avec le club danois du Viborg FF. Le 31 juillet 2022 il se fait remarquer lors d'une rencontre de championnat en marquant deux buts contre le FC Copenhague, le champion danois. Il contribue ainsi à la victoire de son équipe par quatre buts à deux,.
Le 11 juillet 2023, Clint Leemans quitte le Viborg FF afin de s'engager en faveur du NAC Breda. Il signe un contrat de trois ans, soit jusqu'en juin 2026.
Leemans marque son premier but pour le NAC Breda le 19 novembre 2023, lors d'une rencontre de championnat face au MVV Maastricht. Titularisé, il participe à la victoire de son équipe par quatre buts à un

### En sélection nationale
Avec les moins de 19 ans, Clint Leemans participe au championnat d'Europe des moins de 19 ans en 2013. Lors de cette compétition organisée en Lituanie, il ne joue qu'une seule rencontre, face à l'Espagne. Avec un bilan d'une seule victoire et deux défaites, les Pays-Bas ne dépassent pas le premier tour du tournoi.
Clint Leemans joue son premier match avec l'équipe des Pays-Bas espoirs le 30 mars 2015 contre la France. Il entre en jeu à la place de Yassin Ayoub lors de cette rencontre perdue par son équipe (4-1). Leemans reçoit un total de cinq sélections avec les espoirs.